# Unión Demócrata Foral
Unión Demócrata Foral (UDF) fue el nombre de una coalición electoral española de ámbito navarro que concurrió a las elecciones municipales y autonómicas de 1987. La formaban el Partido Demócrata Popular, el Partido Liberal, que habían abandonado poco antes Coalición Popular, y un pequeño partido democristiano de ámbito navarro, el Partido Demócrata Foral. Su cabeza de lista para las elecciones al Parlamento de Navarra fue Jaime Ignacio del Burgo, del Partido Demócrata Popular.
UDF obtuvo 3 diputados en las elecciones al Parlamento de Navarra, gracias a los 17.663 votos conseguidos (6,32%), y formó un grupo parlamentario propio. En 1989, tras la refundación del Partido Popular, en la que se integraron los partidos que componían UDF, los dos parlamentarios de Alianza Popular se integraron en el grupo parlamentario de UDF, creando el Grupo Parlamentario Popular compuesto por 5 miembros.
UDF también consiguió un concejal en el ayuntamiento de Pamplona.